# Eumenogaster baura
Eumenogaster baura là một loài bướm đêm thuộc phân họ Arctiinae, họ Erebidae.